# هنر اقیانوسیه
هنر اقیانوسیه اشاره به آفرینش‌های هنری مردم ساکن قاره اقیانوسیه دارد که شامل استرالیا و جزایر اقیانوس آرام از جمله جزیره هاوایی و جزیره ایستر است. منطقه زیر پوشش این هنر اغلب به چهار قسمت اصلی تقسیم می‌شود؛ پلی‌نزی، میکرونزی، استرالزی (استرالیا و نیوزیلند) و ملانزی.
هنر اقیانوسی یا هنر اقیانوسی شامل آثار خلاقانه مردم بومی جزایر اقیانوس آرام و استرالیا، از جمله مناطقی مانند هاوایی و جزیره ایستر است. به‌طور خاص شامل آثار دو گروه از افرادی است که در این منطقه ساکن شده‌اند، هرچند در دو دوره متفاوت. با این حال، آنها به مرور زمان به تعامل می‌رسند و با هم به جزایر دوردست‌تری می‌رسند. این منطقه اغلب به چهار منطقه جداگانه تقسیم می‌شود: میکرونزی، ملانزیا، پلینزی و استرالیا.
هنر صخره ای بومیان استرالیا طولانی‌ترین سنت هنری مداوم در جهان است. این مکان‌ها که در سرزمین آرنهم، استرالیا یافت می‌شوند، به سه دوره تقسیم می‌شوند: پیش از دهانه رودخانه (حدود ۴۰۰۰۰ تا ۶۰۰۰ قبل از میلاد)، دهانه رودخانه (حدود ۶۰۰۰ قبل از میلاد تا ۵۰۰ پس از میلاد)، و آب شیرین (حدود ۵۰۰ پس از میلاد تا کنون). تاریخ‌گذاری آنها بر اساس سبک‌ها و محتوای هنر انجام شده‌است. پیش از دهانه رودخانه، قدیمی‌ترین، با تصاویری در رنگدانه اخرایی قرمز مشخص می‌شود. با این حال، در حدود ۶۰۰۰ سال قبل از میلاد، تصاویر به‌طور فزاینده‌ای پیچیده‌تر ظاهر می‌شوند که نشان‌دهنده آغاز دوره دهانه رودخانه است.  این نقاشی‌های سنگی چندین کارکرد داشتند. برخی برای «جادو» استفاده می‌شدند، برخی دیگر با آرزوی افزایش جمعیت حیوانات برای شکار، و برخی نیز صرفاً برای سرگرمی نگاشته می‌شدند.
یکی از پیچیده‌ترین مجموعه‌های هنر صخره‌ای در این منطقه، اوبیر است، یک محل اتراق مورد علاقه در فصول مرطوب که چهره‌های صخره‌ای آن در طول هزاران سال بارها نقاشی شده‌است.